# My Favorite Songs/世界一ごはん
「My Favorite Songs/世界一ごはん」（マイ・フェイバリット・ソングス／せかいいちごはん）は、植村花菜の11枚目のシングル。2011年9月7日にキングレコードからリリース。

## 解説
2010年11月にシングルカットされた「トイレの神様」から約9ヵ月半ぶりの新作で、2011年唯一のリリース作品。通算3作目となる両A面シングルである。
プロデューサーには東京事変メンバーの亀田誠治を起用。

## 収録曲
全曲、作詞/作曲：植村花菜 編曲：亀田誠治
1. My Favorite Songs (4:07)
植村はこの曲について「ファンの方がいるおかげで自分は歌えるので、感謝の気持ちを表現したかった」と述べている[2]。
2. 世界一ごはん (4:37)
ハウス食品「ふうふうシチュー」CMソング。CMには植村本人も出演している[2]。